# Funditores
Funditores (procarze) – lekkie oddziały w rzymskiej armii, których główną bronią były proce.